# 賈循
贾循（？—755年），唐朝京兆府华原县（今陕西省铜川市耀州区）人。
祖先家居常山。父亲贾会，有高尚节操，称病不应官府聘任，乡中号“一龙”。父亲去世，负土成墓，庐于墓左，手植松柏，时号“关中曾子”。去世后，县人私谥广孝征君。
贾循有大略，礼部尚书苏颋认为他是当今的廉颇、李牧，担任益州长史时，上表署任为列将。在西山击败吐蕃，担任静塞军营田使。张守珪北伐，抵达滦河，当时河流解冻，想要渡河没有桥。贾循揣广测河面狭窄造桥渡河，破敌而还，以功擢升为游击将军、榆关守捉使。榆关南面靠海，北连长城，树林茂密，便于敌军隐藏潜伏。贾循调集士兵伐木开道，敌人逃去。范阳节度使李适之推荐他为安东副大都护。
安禄山兼平卢节度使，上表任用他为副手，转任博陵郡太守。安禄山想要攻打奚、契丹，再表奏贾循以光禄卿为副使，知留后。安禄山兼河东节度使，贾循也兼雁门，为河东副使。母亲去世将葬，家中有枯桑，一夜间复活，灵芝出于北墙，人以为祥瑞。唐玄宗以贾循有功，下诏赠其父贾会常山郡太守。
安禄山造反，派贾循守幽州，颜杲卿劝他归朝，以倾覆安军巢穴，贾循同意。被向润客等人告发其谋，被安军缢杀。建中二年，赠太尉，谥忠。从子贾隐林。